# Wohn- und Atelierhaus Wach

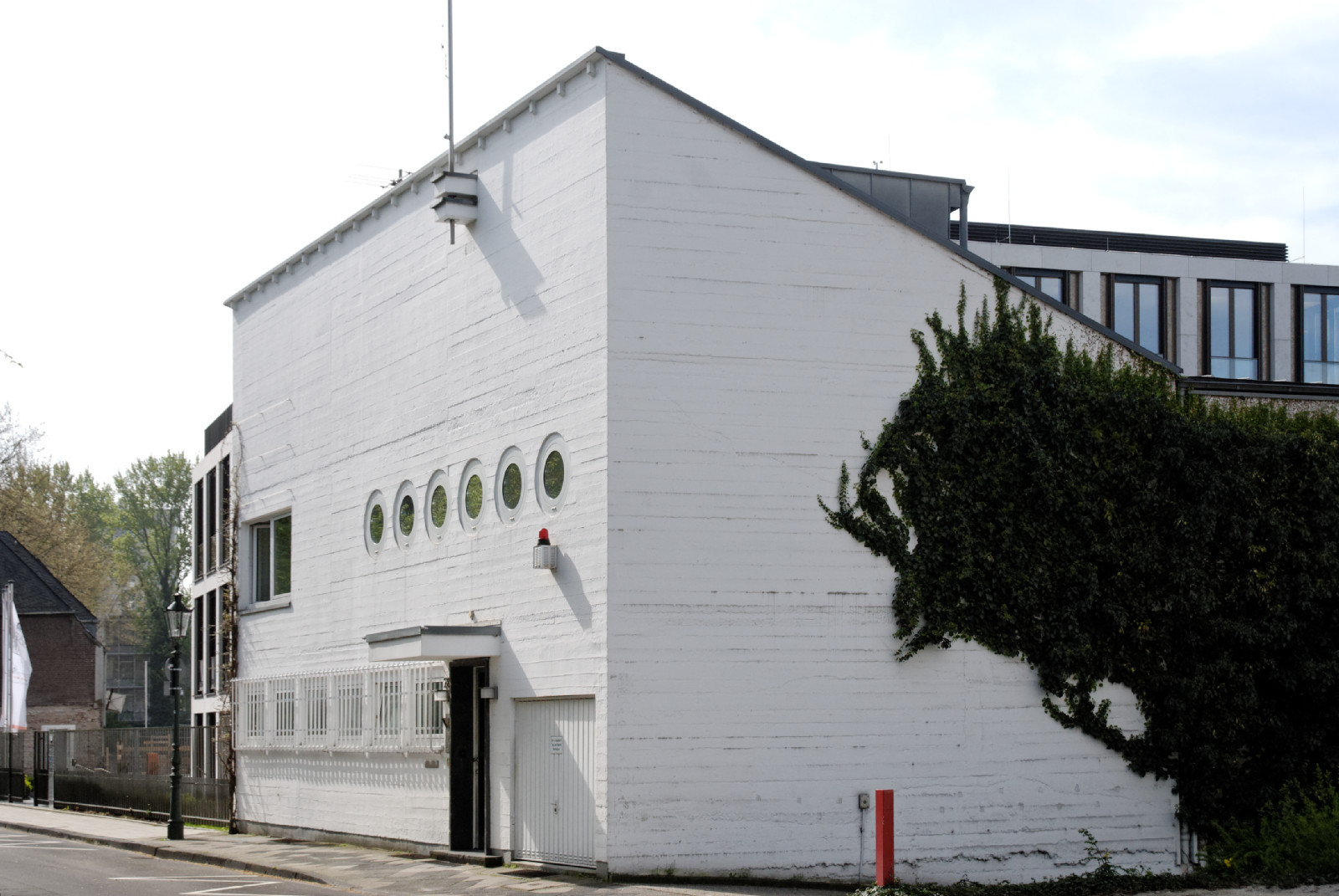
Wohn- und Atelierhaus Wach

Das Wohn- und Atelierhaus Wach befindet sich an der Emmericher Straße 28 in Düsseldorf-Golzheim. Es wurde von 1931 bis 1933 nach Entwürfen von Karl Wach erbaut. Es war aufgrund der freien Komposition der Kuben und Flächen wegweisend für die moderne Wohnhausarchitektur der 1950er Jahre. Erstmals wurde im Düsseldorfer Wohnhausbau Sichtbeton als Baumaterial verwendet. Das Vorderhaus ist zweigeschossig, das Hintergebäude eingeschossig. Ein Pultdach fällt schräg vom Vorder- zum Hinterhaus ab. Die Fassade an der Straße zeigt eine asymmetrische Komposition aus querliegenden Fenstern. Ein Fensterband aus Rundfenstern befindet sich oberhalb des Eingangsbereichs. Es ist ein Motiv aus dem Schiffsbau und stammt aus der Außengestaltung von Ozeandampfern.
Das Gebäude steht unter Denkmalschutz. Jörg Heimeshoff wertet es als „wichtiges Beispiel für das Bauen in Beton, das für Bauten dieser Zeit ungewöhnlich war“.